# Ochrolomia confusus
Ochrolomia confusus är en insektsart som beskrevs av Fowler. Ochrolomia confusus ingår i släktet Ochrolomia och familjen hornstritar. Inga underarter finns listade i Catalogue of Life.